# Герб Андрушівського району

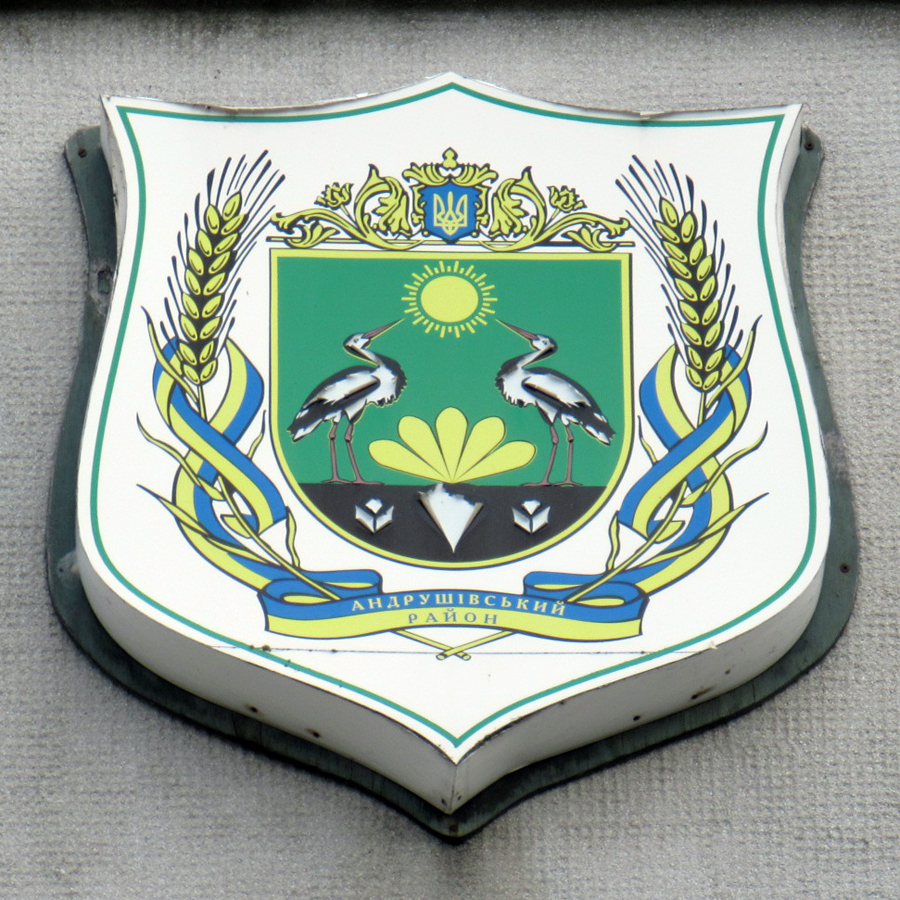
герб Андрушівського району на будівлі районної ради

Герб Андру́шівського райо́ну — офіційний символ Андрушівського району Житомирської області, затверджений рішенням Андрушівської районної ради.
Автор — В. Ільїнський.

## Опис герба
Гербовий щит має форму чотирикутника з півколом в основі. У зеленому щиті з чорною базою — срібний цукровий буряк із золотою гичкою, що супроводжується в щиті двома срібними лелеками з червоними дзьобами і лапами, а в базі — двома срібними кубиками цукру. У вершині щита — золоте сонце.
Щит увінчаний клейнодом-тризубом, прикрашеним декоративним орнаментом, і обрамлений двома золотими колосками, оповитими синьо-жовтою стрічкою з написом «Андрушівський район».